# アレクセイ・フェドートフ
アレクセイ・クリモヴィッチ・フェドートフ（ロシア語: Алексей Климович Федотов、1955年 - ）は、ソビエト連邦（ソ連）の宇宙工学技術者であり、中華人民共和国主席・劉少奇の孫である。愛称はアリョーシャ（ロシア語: Алёша）で、劉維寧という中国名を持つ。

## 生涯
劉少奇の長男の劉允斌（ロシア名 クリム(Клим））は1939年、14歳の時にソ連に留学した。1950年、モスクワ大学大学院在学中に同級生のロシア人、マーラ・フェドートワと結婚し、娘ソーニャと息子アリョーシャをもうけた。1957年に劉允斌は帰国し、1958年にマーラは子供を連れて中国に渡ったが、そこでの生活に馴染めず2人は離婚した。ソーニャとアリョーシャは母のマーラと共にソ連のモスクワで暮らし、母の姓を名乗った。1960年に劉少奇がソ連を訪問したときにフェドートフに会っており、2人が会ったのはこれが唯一だった。1966年から始まった文化大革命で劉少奇は攻撃の対象となり、その子供の劉允斌も迫害を受け1967年に自殺した。ソ連にいたフェドートフには、文化大革命や祖父の失脚の影響はなかった。
フェドートフはモスクワで普通の市民として生活を送っていた。トラブルを避けるために、高校に通っていた頃から職場に入るまで、祖父と父が誰であるかを明かさず、親戚の欄にも祖父と父の名前は書かなかった。モスクワ航空大学を卒業後、ソ連国家宇宙司令部（後のロシア国家宇宙司令部）に入局し、上級技術者となった。
1998年の劉少奇生誕100年の節目に際し、劉少奇の後妻の王光美の意向で中国政府はフェドートフに招待状を送った。フェドートフは所属するロシア宇宙庁に申請したが、国家機密に関わる仕事に従事しているため、軍政部と国家保安部の承認を待たなければならなかった。承認に時間がかかり、承認が得られたときには既に劉少奇生誕100年式典は終わっていた。
この事件の後、フェドートフは早期退役を申請したが、上官が認めなかったため、裁判を起こして勝訴し、1998年に除隊した。フェドートフの仕事には国家機密が含まれていたため、規則により除隊後5年間は国外に出ることができなかった。5年後の2003年、フェドートフは初めて中国を訪問し、王光美の歓迎を受けた。また、寧郷市花明楼鎮にある劉少奇故居を訪問した。
それ以来、フェドートフは何度も中国を訪れた。数年後、フェドートフは中華人民共和国外国人永久居留身分証を得て、広東省広州市番禺区に定住するようになった。2007年、第2回広州ユースロボティクス大会の顧問を務めた。広州に中露貿易のための非営利組織を設立した。

## 家族
息子の劉安東（アントン・アレクセーエヴィッチ・フェドートフ(ロシア語: Антон Алексеевич Федотов)）は、中露貿易に従事している。
娘の劉麗達（マルガリータ・アレクセーエヴナ・フェドートワ(ロシア語: Маргарита Алексеевна Федотова、1982年12月28日 - ）は、ロシア・アジア産業起業家協会第一副会長、ロシア・フィリピンビジネス協議会副会長を務める。